# Koncz Zsófia
Koncz Zsófia (Szerencs, 1990 –) magyar politikus, jogász, 2020-tól Borsod-Abaúj-Zemplén megye (2023-tól: vármegye) 6., Tiszaújváros székhelyű választókerületének országgyűlési képviselője, miniszterhelyettes. 

## Életpályája
Koncz Zsófia Szerencsen született. A helyi Rákóczi Zsigmond Általános Iskola után, 2004–2008 között a Bocskai István Gimnáziumba járt. Az Eötvös Loránd Tudományegyetemen végzett jogászként 2014-ben, közben egy évig a franciaországi Roueni Egyetemen volt Erasmus-ösztöndíjas.
Politikai pályafutását a Fidelitasban kezdte. 2005-ben alapító tagja volt az ifjúsági szervezet szerencsi tagozatának. 2009-től az országos választmány ifjúsági ügyekért felelős szervezője. A Fidelitas 2013 júliusában tartott XI. kongresszusán alelnökké választották. Ebben a pozíciójában két évvel később, 2015 márciusában a XII. kongresszus is megerősítette.
Röviddel újraválasztása után azzal hívta fel magára a figyelmet, hogy Böröcz Lászlóval, az ifjúsági szervezet elnökével együtt „provokátorfigyelő csapat” létrehozását jelentette be. Ez reakció volt a 2015. március 15-i állami ünnepségen történtekre, ahol baloldali politikai aktivisták megzavarták a miniszterelnök beszédét. Böröcz és Koncz arra kérte a Fidelitas támogatóit, hogy ha valamilyen politikai rendezvényen provokátort ismernek fel, az illető nevét és képét küldjék el egy erre a célra létrehozott emailcímre. A kezdeményezés heves bírálat tárgya volt; Péterfalvi Attila, a Nemzeti Adatvédelmi és Információszabadság Hatóság elnöke az MSZP 2006-os próbálkozásához hasonlította a javaslatot, amely aztán el is halt.
2017-től Magyarország washingtoni nagykövetségén dolgozott külpolitikai munkatársként.
Apja halála után a Fidesz–KDNP őt indította a 2020-as tiszaújvárosi időközi választáson, amelyet 2020. október 11-én meg is nyert.
2022-től a Technológiai és Ipari Minisztérium, majd 2023-tól az Energiaügyi Minisztérium miniszterhelyettese, parlamenti államtitkára.

## Családja
Apja Koncz Ferenc (1959–2020) országgyűlési képviselő és Szerencs polgármestere volt. Két testvére van. Férjezett volt, de két év házasság után elvált. Anyja Kondás Tünde, aki 2020-ban a Mészáros Lőrinc-féle Talentis Group Zrt. vezérigazgatója, a MET és Mészárosék közös energiacégénél, a Tigáz Zrt.-nél igazgatósági tag, és ugyancsak a vezetőtestület tagja az Opus Global Nyrt. többségi tulajdonában lévő Wamsler SE Zrt.-nél, a Salgótarjáni Vasöntöde és Tűzhelygyár jogutódjánál.